# Майкомгенський сільський округ
Майкомге́нський сільський округ (каз. Майкөмген ауылдық округі, рос. Майкомгенский сельский округ) — адміністративна одиниця у складі Жилиойського району Атирауської області Казахстану. Адміністративний центр та єдиний населений пункт — село Майкомген.
Населення — 1279 осіб (2021; 569 у 2009, 1363 у 1999, 1321 у 1989).
Станом на 1989 рік існувала Амангельдинська сільська рада (села Аккізтогай, Аккудук, Майкумген). 1993 року та території колишньої сільради утворено Аккізтогайський сільський округ (села Аккізтогай, Аккудик, Майкомген, Мунайли). Після 1999 року село Мунайли було передано до складу Косчагільського сільського округу. 2002 року зі складу Аккізтогайського сільського округу було виділено Майкомгенський сільський округ (села Аккудик, Майкомген). 2013 року ліквідовано село Аккудик.

## Склад
До складу округу входять такі населені пункти:
| Населений пункт | Колишні назви | Населення, осіб (1989) | Населення, осіб (1999) | Населення, осіб (2009) | Населення, осіб (2021) |
| --------------- | ------------- | ---------------------- | ---------------------- | ---------------------- | ---------------------- |
| Майкомген, село | Майкумген     | 940                    | 1038                   | 379                    | 1279                   |
| --Аккудик, село | Аккудук       | 381                    | 325                    | 190                    | -                      |